# Echchampulle Arachchige Jude Nishanta Silva
Echchampulle Arachchige Jude Nishanta Silva (* 5. Mai 1970 in Moratuwa) ist ein sri-lankischer römisch-katholischer Geistlicher und Bischof von Badulla.

## Leben
Echchampulle Arachchige Jude Nishanta Silva studierte Philosophie und Katholische Theologie am Priesterseminar Our Lady of Lanka in Ampitiya. Am 2. Oktober 2001 empfing er das Sakrament der Priesterweihe für das Bistum Badulla.
Nishanta Silva war zunächst als Pfarrvikar der Pfarrei Christ the King in Diyatalawa tätig, bevor er 2003 Ökonom und 2004 schließlich Rektor des Kleinen Seminars St. Eymard in Haputale wurde. 2007 wurde er für weiterführende Studien nach Rom entsandt, wo er 2010 an der Päpstlichen Universität Urbaniana ein Lizenziat im Fach Kanonisches Recht erwarb. Nach der Rückkehr in seine Heimat im Jahr 2011 wurde Nishanta Silva Pfarrer der Pfarrei Holy Family in Bibile. Anschließend wirkte er als Pfarrer der Kathedrale St. Mary in Badulla (2014–2019). 2020 wurde Nishanta Silva Diözesancaritasdirektor. Zudem war er ab 2011 Offizial und Kanzler der Kurie des Bistums Badulla. Außerdem gehörte er ab 2015 dem Bischofsrat an.
Am 30. Januar 2023 ernannte ihn Papst Franziskus zum Bischof von Badulla. Der emeritierte Bischof von Badulla, Julian Winston Sebastian Fernando SSS, spendete ihm am 22. April desselben Jahres in der Kathedrale St. Mary in Badulla die Bischofsweihe; Mitkonsekratoren waren der Erzbischof von Colombo, Albert Malcolm Kardinal Ranjith, und der Apostolische Nuntius in Sri Lanka, Erzbischof Brian Udaigwe, sowie der Bischof von Kandy, Warnakulasurya Wadumestrige Devasritha Valence Mendis, und der Bischof von Kurunegala, Harold Anthony Perera.
Papst Leo XIV. ernannte ihn am 3. Juli 2025 zum Mitglied des Dikasteriums für den Interreligiösen Dialog.